# Чита (футбольний клуб)
Футбольний клуб «Чита» або просто «Чита» (рос. Футбольный клуб «Чита») — професіональний російський футбольний клуб з однойменного міста, який виступає в Другому дивізіоні, (зона «Схід»). Заснований у 1974 році під назвою «Локомотив».
У 2006 році був виключений з Першого дивізіону через недоліки в документації, потім був реорганізований, змінив назву і був переведений у Другий дивізіон. У сезоні 2008 року клуб посів 1-ше місце в зоні «Схід» Другого дивізіону і повернувся в Перший дивізіон, але в сезоні 2009 року посів 17-те місце в Першому дивізіоні і знову повернувся в зону «Схід» Другого дивізіону.

## Хронологія назв
- 1974 — 2005 — «Локомотив»;
- 2005 — н.ч. — «Чита»

## Клубні кольори
| Червоний | Чорний | Зелений |

## Історія

### Попередники
- БЧА до 1945
- «Динаамо» в 1946—1956
- ОСК в 1957
- СКВО в 1957—1959
- СКА в 1960 та 1967—1973
- «Забайкалець» у 1961—1966

Перші достовірні відомості про виникнення футбольних команд в Читі відносяться до 1911-1912 років. Олександр Кнохт, син підприємця, після навчання в Одеському комерційному університеті, познайомив Читинську молодь з новою грою й створив команду «Тріумф».
Перші офіційні змагання для читинської команди пройшли в серпні 1925 року в Хабаровську, де відбулася першість Далекого Сходу. Учасниками цього турніру були господарі поля хабаровчани, а також футболісти Благовєщенська, Чити, Харбіна. Забайкальці тоді виграли у господарів — 1:0, у харбінців - 3:0 і в заключному матчі у команди Благовещенська — 2:0. Тим самим, завоювавши титул чемпіона Далекого Сходу. У 1937 році Всесоюзним комітетом фізкультури була створена п'ята зона першості СРСР, в яку потрапили команди Алма-Ати, Свердловська, Новосибірська, Челябінська, Томська, Красноярська, Іркутська, Чити, Хабаровська, Владивостока. Забайкальска команда «Золото і платина» в перший рік змогла посісти п'яте місце. У цьому ж році «Золото й платина» вперше брала участь у Кубку СРСР, в 1/64 фіналу читинці були сильнішими за «Будівельника» (Комсомольськ-на-Амурі) — 3:2. У наступній стадії забайкальці поступилися команді «Динамо» (Новосибірськ) — 0:1. Після цього 20 років читинські команди не брали участь в кубкових баталіях.
У 1957 році була створена група класу «Б» Сибіру й Далекого Сходу. Перші роки в цьому турнірі від Чити грала команда спортивного клубу армії, потім «Забайкалець», але не дуже вдало. У 1967 році свій виступ у турнірі знову розпочав читинский армійський клуб під керівництвом Володимира Зубаревича. І в цьому ж році читинці стали чемпіонами зони, вдало зіграли в півфіналі в Астрахані і в фіналі в Махачкалі. Завдяки результатам сезону СКА вийшов до другої групи класу «А». Але в подальшому результати команди погіршувалися. Три роки команда грала в класі «А», а потім з 1971 року — у Другій лізі. У 1974 році в вітчизняному чемпіонаті від Чити виступав уже «Локомотив».

### 1974 — 1991
У 1974-1977 роках у другій лізі першості СРСР з футболу виступав читинский «Локомотив». Напередодні старту сезону 1978 року «залізничники» за низькі спортивні досягнення були виключені з числа учасників першості країни. Наступні 6 років читинська команда не брала участі в першості СРСР.
У 1984 році читинский «Локомотив» повернувся в союзну першість. З кожним роком команда стала виступати все успішніше, постійно покращуючи свої результати. У 1990 році «Локомотив» зайняв 2-ге місце, а в 1991 році — 1-ше місце в 10-ій зоні. Успіхи чітінцев пов'язані з ім'ям Олександра Ковальова, який протягом багатьох років очолював команду з 1986 року (в 1984-1985 роках тренер і начальник команди).

### 1991—2006
З 1992 року чітинці стали незмінними учасниками розіграшів Першого дивізіону першості Росії. Подібний результат до початку сезону 2001 року мав також саратовський «Сокіл», який у 2000 році вийшов у вищу лігу чемпіонату Росії. У ці роки в складі команди грав кращий бомбардир Першого дивізіону Наїль Галімов — 127 забитих м'ячів у першості, всього в «Локомотиві» більше двохсот м'ячів, Андрій Недорєзов, який відіграв за читинский «Локомотив» 540 матчів (рекордсмен за цим показником), найкращий бомбардир Першого дивізіону 2005 року Євген Алхімов і ряд інших талановитих футболістів. У 2006 році читинский «Локомотив» з неспортивних причин — через недоліки в документації — був переведений у Другій дивізіон.

### З 2006 року
14 лютого 2006 року «Локомотиву» й «Аланії» відмовили в професійних ліцензіях і виключили з Першого дивізіону через недоліки в документації. 22 лютого ПФЛ вирішила включити до складу учасників першості Росії в першому дивізіоні (замість «Аланії» й «Локомотива») «Ладу» (Тольятті) і п'ятигорський «Машук-КМВ», клуби Другого дивізіону. Російський футбольний союз не підтвердив виключення і 28 лютого вирішив залишити «Аланію» й «Локомотив» у Першому дивізіоні, даючи їм шанс виконати вимоги ліги. 6 березня ПФЛ вирішила розширити Перший дивізіон з 22 до 24 клубів, включаючи «Аланію», «Локомотив», «Ладу» і «Машук-КМВ».
«Локомотив» (Чита) зазнав перебудови й був перейменований в ФК «Чита». 4 квітня він був допущений у Другій дивізіон (зона «Схід»). Перед командою було поставлено завдання повернутися в Перший дивізіон. У сезоні 2006 року забайкальці зайняли 8-ме місце з 13-ти команд в зоні «Схід». У 2007 році «Чита» стала третьою. У 2008 році клуб виграв першість Другого дивізіону в зоні «Схід» і повернувся в Перший дивізіон.

### 2016—2017
Футбольний сезон для команди відкрився матчем 1/64 фіналу Кубка Росії, де «Чита» приймала «Зеніт» з Іркутська. Гра завершилася з розгромним рахунком 5:2 на користь господарів. У першості Професійної Футбольної Ліги, клуб стартував з поразки від «Сахаліну» в гостях з рахунком 0:2. У трьох наступних турах команда здобула три перемоги поспіль і на перерву перед матчами Кубка країни пішла лідером зони «Схід« Другого Дівізона. 24 серпня в матчі на Кубок суперником команди став клуб Першого Дівізона «Промінь-Енергія», де перемогу святкували читинці — 1:0. 22 вересня «Чита» в 1/16 фіналу Кубка Росії на домашньому стадіоні «Локомотив» приймала клуб Російської Футбольної Прем'єр-Ліги — казанський Рубін і поступилася 0:1, тим самим завершивши боротьбу в цьому турнірі. У чемпіонаті ПФЛ з 12-го туру Читинська команда видала 8-матчеву серію без поразок, зігравши внічию і здобувши сім перемог, таким чином набравши 22 очка з 24-ох можливих. У 20-му турі «Чита» достроково гарантувала собі участь у Футбольній Національній Лізі сезону 2017/18 років, перемігши в гостях «Динамо-Барнаул» з рахунком 3:1, поступаючись по ходу матчу господарям 0:1. Набравши 40 очок команда за 3 тури до кінця стала недосяжною для суперників у турнірній таблиці. У першості «ФНЛ» ФК «Чита» гратиме вперше через 8 років (останній раз клуб грав у 1-му дивізіоні в 2009 році). Однак через деякий час клуб вирішив відмовитися від участі в ФНЛ, причиною чого стали фінансові проблеми.

## Досягнення

### У СРСР
- Друга ліга
  -  Чемпіон (1): 1991 (10-та зона)
  -  Срібний призер (2): 1988 (2-га зона), 1990 (10-та зона)

### Росія
- Перший дивізіон, зона «Схід»
  -  Бронзовий призер (1): 1992

- Другий дивізіон Росії, зона «Схід»
  -  Чемпіон (2): 2008, 2016/17
  -  Срібний призер (1): 2012/13

## Статистика вистурів

### СРСР: чемпіонат, першість, кубок
| Сезон | Дивізіон            | Місце | І  | В  | Н  | П  | М     | О  | Кубок | Примітки                         |
| ----- | ------------------- | ----- | -- | -- | -- | -- | ----- | -- | ----- | -------------------------------- |
| 1974  | Друга ліга, 5 зона  | 15    | 34 | 7  | 11 | 16 | 20—39 | 25 | —     |                                  |
| 1975  | Друга ліга, 5 зона  | 17    | 34 | 9  | 8  | 17 | 21—41 | 26 | —     |                                  |
| 1976  | Друга ліга, 5 зона  | 16    | 34 | 5  | 12 | 17 | 20—55 | 22 | —     |                                  |
| 1977  | Друга ліга, 6 зона  | 19    | 38 | 5  | 16 | 17 | 35—70 | 26 | —     | ‎Вилетів з Другої ліги            |
|       |                     |       |    |    |    |    |       |    |       | 1978—1983 роки не брала участі   |
| 1984  | Друга ліга, 4 зона  | 13    | 26 | 2  | 4  | 20 | 15—75 | 8  | —     | Вийшов у Другу лігу              |
| 1985  | Друга ліга, 4 зона  | 11    | 26 | 7  | 7  | 12 | 19—36 | 21 | —     |                                  |
| 1986  | Друга ліга, 4 зона  | 9     | 26 | 6  | 10 | 10 | 16—29 | 22 | —     |                                  |
| 1987  | Друга ліга, 4 зона  | 8     | 28 | 10 | 7  | 11 | 30—36 | 27 | —     |                                  |
| 1988  | Друга ліга, 4 зона  | 2     | 30 | 17 | 4  | 9  | 46—31 | 38 | —     |                                  |
| 1989  | Друга ліга, 4 зона  | 7     | 36 | 16 | 10 | 10 | 56—37 | 42 | —     |                                  |
| 1990  | Друга ліга, 10 зона | 2     | 28 | 18 | 4  | 6  | 61—27 | 40 | —     |                                  |
| 1991  | Друга ліга, 10 зона | 1     | 34 | 21 | 10 | 3  | 46—12 | 52 | 1/32  | Вийшов у Першу лігу, зона «Схід» |

### Росія: чемпіонат, першість, Кубок
| Сезон   | Дивізіон                | Місце | І  | В  | Н  | П  | М     | О  | Кубок | Примітки                    |
| ------- | ----------------------- | ----- | -- | -- | -- | -- | ----- | -- | ----- | --------------------------- |
| 1992    | Перша ліга, «Схід»      | 3     | 30 | 17 | 5  | 8  | 46-27 | 39 | —     | Розігрувався Кубок СРСР     |
| 1993    | Перша ліга, «Схід»      | 4     | 30 | 15 | 8  | 7  | 39-33 | 38 | 1/128 |                             |
| 1994    | Перша ліга              | 9     | 42 | 17 | 10 | 15 | 59-56 | 44 | 1/128 |                             |
| 1995    | Перша ліга              | 8     | 42 | 20 | 5  | 17 | 66-67 | 65 | 1/128 |                             |
| 1996    | Перша ліга              | 17    | 42 | 13 | 12 | 17 | 50-56 | 51 | 1/32  |                             |
| 1997    | Перша ліга              | 8     | 42 | 21 | 2  | 19 | 62-63 | 65 | 1/8   |                             |
| 1998    | Перший дивізіон         | 11    | 42 | 17 | 8  | 17 | 60-50 | 59 | 1/16  |                             |
| 1999    | Перший дивізіон         | 10    | 42 | 19 | 5  | 18 | 48-50 | 62 | 1/128 |                             |
| 2000    | Перший дивізіон         | 8     | 38 | 16 | 5  | 17 | 50-51 | 53 | 1/16  |                             |
| 2001    | Перший дивізіон         | 15    | 34 | 12 | 4  | 18 | 38-50 | 40 | 1/32  |                             |
| 2002    | Перший дивізіон         | 9     | 34 | 12 | 9  | 13 | 38-46 | 45 | 1/32  |                             |
| 2003    | Перший дивізіон         | 11    | 42 | 19 | 0  | 23 | 55-66 | 57 | 1/32  |                             |
| 2004    | Перший дивізіон         | 10    | 42 | 17 | 8  | 17 | 47-48 | 59 | 1/16  |                             |
| 2005    | Перший дивізіон         | 15    | 42 | 14 | 8  | 20 | 57-67 | 50 | 1/16  | Вилетів з Першого дивізіону |
| 2006    | Другий дивізіон, «Схід» | 8     | 36 | 16 | 9  | 11 | 66-38 | 57 | 1/8   |                             |
| 2007    | Другий дивізіон, «Схід» | 3     | 30 | 16 | 8  | 6  | 47-20 | 56 | 1/16  |                             |
| 2008    | Другий дивізіон, «Схід» | 1     | 27 | 17 | 9  | 1  | 51-20 | 60 | 1/256 | Вийшов у Перший дивізіон    |
| 2009    | Перший дивізіон         | 17    | 38 | 10 | 5  | 23 | 27-65 | 35 | 1/128 | Вилетів з Першого дивізіону |
| 2010    | Другий дивізіон, «Схід» | 3     | 30 | 15 | 8  | 7  | 43-27 | 53 | 1/32  |                             |
| 2011/12 | Другий дивізіон, «Схід» | 3     | 36 | 17 | 8  | 11 | 49-33 | 59 | 1/256 |                             |
| 2012/13 | Другий дивізіон, «Схід» | 2     | 30 | 16 | 11 | 3  | 42-22 | 59 | 1/128 |                             |
| 2013/14 | Другий дивізіон, «Схід» | 2     | 24 | 12 | 6  | 6  | 31-20 | 42 | 1/256 |                             |
| 2014/15 | Другий дивізіон, «Схід» | 5     | 24 | 10 | 6  | 8  | 27/30 | 36 | 1/64  |                             |
| 2015/16 | Другий дивізіон, «Схід» | 3     | 24 | 9  | 7  | 8  | 30/25 | 34 | 1/64  |                             |
| 2016/17 | Другий дивізіон, «Схід» | 1     |    |    |    |    | /     |    | 1/16  |                             |

### Найбільші перемоги й поразки
Перемоги:
У чемпіонаті Росії (Перший дивізіон):
- «Локомотив» (Чита) — «Спартак-Чукотка» (Москва) — 7:0 (29.07.2000)

Поразка:
У чемпіонаті Росії (Перший дивізіон):
- «Єнісей» — «Локомотив» (Чита) — 10:0 (12.07.1961)

## Стадіон
Стадіон «Локомотив», матч відкриття — 2-го серпня 1975 «Локомотив» — «Цілинник» (Цілиноград), 2:1. Розмір поля — 106х70, місткість — 10 200 глядачів. Адреса: Чита, проспект Генерала Бєліка, 33.

## Форма та логотип

### Клубна форма
- Домашня: — червоні футболки, чорні шорти, червоні гетри.
- Гостьова: — зелені футболки, зелені шорти, зелені гетри.

### Емблема клубу

Історія символіки ФК «Чита»
? — 2005 рр.
2006 — 2016 рр.
з 2016 року

## Склад команди
Станом на 28 серпня 2017 року, відповідно до офіційного сайту ПФЛ.
| № | Поз. | Нац.  | Гравець               |
| - | ---- | ----- | --------------------- |
|   | ВР   | Росія | Єгор Філімонов        |
|   | ВР   | Росія | Даниїл Гавиловський   |
|   | ВР   | Росія | Іван Смолкін          |
|   | ЗХ   | Росія | Олександр Бодялов     |
|   | ЗХ   | Росія | Олександр Масловський |
|   | ЗХ   | Росія | Олександр Новицький   |
|   | ЗХ   | Росія | Олексій Подпругін     |
|   | ЗХ   | Росія | Дмитро Шандринцев     |
|   | ЗХ   | Росія | Андрій Волгін         |
|   | ЗХ   | Росія | Анатолій Захаров      |
|   | ПЗ   | Росія | Євгеній Бастов        |
|   | ПЗ   | Росія | Сергій Дудкін         |
|   | ПЗ   | Росія | Андрій Гацко          |

| № | Поз. | Нац.  | Гравець           |
| - | ---- | ----- | ----------------- |
|   | ПЗ   | Росія | Олександр Камєнєв |
|   | ПЗ   | Росія | Микита Красоткін  |
|   | ПЗ   | Росія | Володимир Марков  |
|   | ПЗ   | Росія | Іван Нагібін      |
|   | ПЗ   | Росія | Олександр Рибаков |
|   | ПЗ   | Росія | Дмитро Єфремов    |
|   | ПЗ   | Росія | Максим Єрусланов  |
|   | ПЗ   | Росія | Павло Захаров     |
|   | НП   | Росія | Олександр Ловіков |
|   | НП   | Росія | Артем Мотов       |
|   | НП   | Росія | Андрій Разборов   |
|   | НП   | Росія | Артем Яркін       |

## Відомі гравці
| - Карапет Мікаелян - Наїль Галімов - Олександр Нагібін - Андрій Недорєзов - Раміль Гатталов - Євген Алхімов - Андрій Істомін - Максим Крейсман - Георгій Гармашов - Віталій Попов - Кирило Кочкаєв | - Ілля Макієнко - Олександр Середін - Ігор Смольников - Іван Нагібін - Олексій Мартинов - Павло Дяконов - Андрій Сініцин - Євген Городов - Андрій Морєв - Віктор Карпенко - Георге Богю - Расім Керімов |

### Рекордмени клубу
- Найбільша кількість матчів за клуб: Андрій Недорєзов — 544.
- Найбільша кількість голів за клуб: Наїль Галімов — 127.

## Відомі тренери
| - Олег Кокарєв (2009) - Андрій Недорєзов (2009-2013) - Ілля Макієнко (2013-2016) - Костянтин Дзуцев (2016-) |